# Addarn
Addarn är en sjö i Norrtälje kommun i Uppland och ingår i Norrtäljeån-Åkerströms kustområde. Sjön har en area på 0,962 kvadratkilometer och ligger 15 meter över havet. Sjön avvattnas av vattendraget Penningbyån.

## Delavrinningsområde
Addarn ingår i det delavrinningsområde (662228-165465) som SMHI kallar för Inloppet i Länna Kyrksjö. Medelhöjden är 38 meter över havet och ytan är 18,64 kvadratkilometer. Räknas de 2 avrinningsområdena uppströms in blir den ackumulerade arean 55,12 kvadratkilometer. Avrinningsområdets utflöde Penningbyån mynnar i havet. Avrinningsområdet består mestadels av skog (78 procent). Avrinningsområdet har 0,96 kvadratkilometer vattenytor vilket ger det en sjöprocent på 5,1 procent.